# 셈리키붉은콜로부스
셈리키붉은콜로부스(Piliocolobus semlikiensis)는 붉은콜로부스 원숭이의 일종이다. 셈리키 강 중류의 동쪽 지역과 루웬조리 산 사이의 콩고민주공화국 북동부의 아주 좁은 지역에서 발견된다.